# حبس تعزیری
حبس تعزیری حبسی است که نوشته می‌شود و اجرا می‌شود و متفاوت با حبس حدی (یعنی حدود الله) است و در اختیار حاکم است. گاهی حبس تعزیری، مقابل حبس تعلیقی است که در مورد متهم اجرا نمی‌شود؛ اما حبس تعزیری اجرا می‌شود و نوعی تأدیب به‌شمار می‌آید که طبق شرع و ماده ۱۶ قانون مجازات اسلامی جمهوری اسلامی ایران به نظر حاکم واگذار شده‌است.
این نوع حبس برای جرائمی در نظر گرفته می‌شوند که ریشه شرعی دارند و اعمال حرام محسوب می‌شوند اما مجازات معینی در شرع برای آن‌ها تعیین نشده‌است. برخلاف یک باور رایج، حبس‌های تعزیری قابل فروش نیستند.
تعزیر مجازاتی است که مشمول عنوان حد، قصاص یا دیه نیست و به موجب قانون در موارد ارتکاب محرمات شرعی یا نقض مقررات حکومتی تعیین و اعمال می‌گردد. نوع، مقدار، کیفیت اجراء و مقررات مربوط به تخفیف، تعلیق، سقوط و سایر احکام تعزیر به موجب قانون تعیین می‌شود.

## جرائمی که منجر به جزای تعزیری می‌شود
گستره جرایم تعزیری بسیار وسیع است اما در این بخش فقط به تعدادی از جرایمی که در نهایت می‌تواند منجر به حبس تعزیری شوند اشاره شده است: 
1. کم فروشی و گرانفروشی
2. قاچاق ارز
3. کلاهبرداری
4. جعل
5. احتکار
6. فرار از مالیات[۴]

## شرایط تبدیل حبس تعزیری به تعلیقی
مطابق با ماده ۴۶ قانون مجازات اسلامی در صورت وجود برخی شرایط می‌توان حبس تعزیری را به تعلیقی تبدیل کرد. البته توجه داشته باشید که حبس تعلیقی فقط برای حبس تعزیری درجه ۳ تا ۸ قابلیت اعمال دارند. این شرایط شامل موارد زیر می‌باشند.
۱. در جرایم تعزیری درجه ۳ تا ۸ در صورت وجود شرایط مقرر برای تعویق صدور حکم، دادگاه این امکان را دارد اجرای تمام یا بخشی از مجازات را ۱ تا پنج ۵ سال معلق کند.
۲. محکوم می‌تواند پس از گذراندن یک سوم از اجرای مجازات حبس خود در صورت داشتن شرایط تعلیق حکم از طریق دادستان یا قاضی تعلیق اجرای حبس خود را تقاضا نماید.

## حبس تعزیری درفقه
حبس تعزیری به عنوان یکی از روش‌های مجازات در فقه اسلامی، در برخی روایات مورد اشاره قرار گرفته است:

#### ۱. روایت ابو عبداللّه برقی:
ابو عبداللّه برقی از علی ابن ابی طالب نقل می‌کند که وی گفته است:
«یجب علی الامام ان یحبس الفسّاق من العلماء، و الجهّال من الاطبّاء، و المفالیس من الاکریاء. قال: و قال علیه السّلام: حبس الامام بعد الحدّ ظلم»
«بر حاکم شرع واجب است که دانشمندان فاسق (کسانی که به علم خود عمل نمی‌کنند)، پزشکان ناآگاه (کسانی که بدون دانش کافی به طبابت می‌پردازند) و صاحبان وسائل نقلیۀ کرایه‌ای که فقیرند را زندانی کند. در ادامه افزودند: حبس کردن مجرم پس از اجرای حد شرعی، ظلم محسوب می‌شود.»

#### ۲. روایت درباره ربودن گوشوارهکنیز:
روایت دیگری از علی بن ابی طالب نقل شده است که وی در مورد مردی که گوشواره‌ای از گوش کنیزی ربوده بود، چنین حکم کرد:
«اتی برجل اختلس درّة من اذن جاریة، فقال: هذه الدّغارة المعلنة فضربه و حبسه»
«مردی را که گوشوارۀ کنیزی را از گوشش ربوده بود آوردند، گفت: این کار، هجوم آشکار و وحشیانه‌ای است، سپس او را مجازات بدنی کرد، و حبسش نمود.»
۳. روایت دعائم الاسلام:
در کتاب دعائم الاسلام از جعفر صادق نقل شده است:
«لا یقطع الطّرّار و هو الّذی یقطع النّفقة من کمّ الرّجل او ثوبه، و لا المختلس و هو الّذی یختطف، و لکن یضربان ضربا شدیدا و یحبسان»
«دست جیب بر و کیف بر، بریده نمی‌شود. ولی شدیدا مجازات بدنی گردیده، سپس زندانی می‌شوند.»

#### تبدیل حبس تعزیری به جزای نقدی
حبس تعزیری یکی از مجازات‌هایی است که قانون برای برخی جرایم در نظر گرفته است. این نوع حبس به درجات مختلف تقسیم می‌شود و بسته به شدت جرم، امکان تبدیل آن به جزای نقدی یا سایر مجازات‌های جایگزین وجود دارد. بر اساس بند ب ماده 37 قانون مجازات اسلامی، تقلیل یا تبدیل مجازات حبس درجه پنج و شش یا حبس درجه هفت به جزای نقدی ممکن است. این تبدیل به شرایطی مانند گذشت شاکی، اقرار متهم، اعلام ندامت، کهولت سن و سایر جهات تخفیف بستگی دارد. برای اطلاعات بیشتر درباره شرایط و نحوه تبدیل حبس تعزیری، می‌توانید به [مقاله تخصصی درباره تبدیل حبس تعزیری به جزای نقدی]مراجعه کنید.